# Mario Rainer Lepsius
Pour les articles homonymes, voir Lepsius.
Mario Rainer Lepsius (né le 8 mai 1928 à Rio de Janeiro et mort le 2 octobre 2014 à Weinheim) est un sociologue allemand et co-éditeur de l'édition complète historique-critique Max Weber, connu sous le nom de M. Rainer Lepsius et publié principalement sous ce nom.

## Biographie
Mario Rainer Lepsius, en grande partie abrégé M. Rainer Lepsius, né au Brésil en 1928 et petit-fils du chimiste Bernhard Lepsius, grandit à Munich à partir de 1936 et y vit la capitulation de la Wehrmacht allemande à l'âge de dix-sept ans. De 1947 à 1952, il étudie l'histoire, l'économie et la sociologie aux universités de Munich et de Cologne. En 1950, il obtient son diplôme d' économie à l'Université de Munich et y obtient son doctorat en 1955. Alors qu'il peut suivre une initiation à la sociologie auprès d'Alfred von Martin à Munich, il est attiré par René König à Cologne et son intérêt se tourne entièrement vers la sociologie. Gerhard Weisser (de) l'intéresse à l'urbanisme. À l'automne 1951, lors d'un séjour à Londres, il fait la connaissance de la London School of Economics and Political Science. Friedrich Lütge (de) lui propose alors un poste d'assistant au séminaire d'histoire économique de Munich, ce qui fait de lui un collègue de Knut Borchardt. Il est également chargé d'une étude sur la position sociale du contremaître dans les opérations industrielles, qui aboutit à des contacts avec des sociologues industriels tels que Theo Pirker (de), Burkart Lutz (de) et Friedrich Weltz (de).
Lepsius passe 1955-56 sur une bourse Fulbright à l'Université Columbia avec Robert K. Merton et Paul F. Lazarsfeld et également associé à la New School for Social Research. De 1957 à 1963, il est assistant de recherche d'Alfred von Martin à l'Institut de sociologie de l'Université de Munich, alors dirigé par Emerich K. Francis (de). En 1963 , il s'habilite par une critique de la théorie fonctionnaliste de la stratification sociale. La même année, il rejoint ce qui est alors l'école de commerce, aujourd'hui l'université de Mannheim, où il travaille comme professeur de sociologie jusqu'en 1981. De 1981 à 1993, il occupe le même poste à l'Université de Heidelberg. Il y est émérite depuis 1993.
Lepsius est président de la Société allemande de sociologie de 1971 à 1974. Il est membre de plusieurs académies : depuis 1977 membre titulaire de l'Académie des sciences de Heidelberg, depuis 1992 membre correspondant de l'Académie bavaroise des sciences et depuis 2004 membre étranger de la classe des sciences morales, historiques et philologiques de l' Accademia delle Scienze di Turin. En 1992, il est élu membre à part entière de l'Academia Europaea.
Lepsius est considéré comme un chercheur renommé et un théoricien de la société contemporaine. Comme la plupart des sociologues de la génération d'après-guerre, il a commencé comme sociologue industriel et est membre du « Comité d'experts pour la sociologie industrielle de la Société allemande de sociologie », auquel appartenaient tous les jeunes sociologues connus. Il s'intéresse particulièrement à l'œuvre de Max Weber, dont il participe de manière significative à l'édition complète historico-critique en tant que coéditeur. Ses recherches s'étendent également aux analyses historiques et contemporaines des structures sociales. Il travaille également dans le domaine de la sociologie politique et sur l'Union européenne. Lepsius a une forte influence sur la recherche en culture politique à travers son concept de milieu.
L'Université Martin Luther Halle-Wittenberg lui décerne un doctorat honoris causa. En 2000, la Société allemande de sociologie lui décerne le prix pour l'œuvre scientifique exceptionnelle.
Lepsius est marié à la publiciste et plus tard membre du SPD du Bundestag Renate Lepsius (de), née Meyer, depuis 1958. Leur fils est le professeur de droit constitutionnel Oliver Lepsius (de). En 2008, Lepsius explique rétrospectivement qu'il est devenu sociologue parce qu'il cherchait « l'illumination » « contre l'abnégation cognitive allemande qui a atteint son apogée dans le national-socialisme ».

## Travaux (sélection)
Les listes de publications sont contenues dans : Adalbert Hepp, Martina Löw (eds. ): M.Rainer Lepsius. la sociologie comme profession. Campus Verlag, Frankfurt am Main/New York 2008,  (ISBN 3-593-38322-5), pp. 161-178 et Steffen Sigmund, Gert Albert, Agathe Bienfait, Mateusz Stachura (eds. ): Constellation sociale et perspective historique. Festschrift pour M. Rainer Lepsius. VS Verlag, Wiesbaden 2008,  (ISBN 3-531-15852-X), p. 468-483.
- Soziologie und Soziologen. Aufsätze zur Institutionalisierung der Soziologie in Deutschland. Hrsg. von Oliver Lepsius. Mohr Siebeck, Tübingen 2017,  (ISBN 3-16-155624-0).
- Max Weber und seine Kreise. Essays. Mohr Siebeck, Tübingen 2016,  (ISBN 3-16-154738-1).
- Soziale Schichtung in der industriellen Gesellschaft. Mit einer Einführung von Wolfgang Schluchter (de). Mohr Siebeck, Tübingen 2015,  (ISBN 3-16-154168-5) (zugleich: Habil.-Schr., München 1963).
- Institutionalisierung politischen Handelns. Analysen zur DDR, Wiedervereinigung und Europäischen Union. Springer VS, Wiesbaden 2014,  (ISBN 3-658-01325-7).
- Demokratie in Deutschland. Soziologisch-historische Konstellationsanalysen. Ausgewählte Aufsätze. Vandenhoeck & Ruprecht, Göttingen 1993,  (ISBN 3-525-35763-X)
- Interessen, Ideen und Institutionen. Westdeutscher Verlag, Opladen 1990,  (ISBN 3-531-11879-X) (2. Auflage. VS Verlag, Wiesbaden 2009,  (ISBN 3-531-16581-X)).
- Extremer Nationalismus. Strukturbedingungen vor der nationalsozialistischen Machtergreifung. Kohlhammer, Stuttgart 1966, DNB 457412623.
- Parteiensystem und Sozialstruktur. Zum Problem der Demokratisierung der deutschen Gesellschaft.  In:  Wilhelm Abel, Knut Borchardt, Hermann Kellenbenz (de), Wolfgang Zorn (de) (Hrsg.): Wirtschaft, Geschichte und Wirtschaftsgeschichte. Festschrift zum 65. Geburtstag von Friedrich Lütge. Fischer, Stuttgart 1966, DNB 458669210, S. 371–393.
  - wieder abgedruckt in: Gerhard A. Ritter (de) (Hrsg.): Deutsche Parteien vor 1918. Kiepenheuer & Witsch, Köln 1973,  (ISBN 3-462-00958-3), S. 56–80.

Édition complète de Max Weber
- Horst Baier (de), Gangolf Hübinger, M. Rainer Lepsius, Wolfgang J. Mommsen, Wolfgang Schluchter (de), Johannes Winckelmann (Hrsg.): Max-Weber-Gesamtausgabe (MWG). 47 Bände. Mohr-Siebeck, Tübingen 1984–2019.